# 유보라 (짱구는 못말려)
카와타 타에코 또는 유보라는 짱구는 못말려 극장판 NO.24 폭풍수면! 꿈꾸는 세계 대돌격에 나오는 전학온 유치원생이다. 보라 역을 맡은 한국 성우는 김연우이다. 어머니는 사고로 사망했고, 아버지 유몽해와 함께 살고 있다. 보라는 선생님에게도 마음을 열어주지 않고 친구들에게도 마음을 열어주지 않았다. 꿈꾸는 세계는 짱구 아버지가 보던 신문 내용 중 '집단악몽사건'의 원인인 '꿈꾸는 세계'는 보라의 부모가 어릴 때부터 계속 악몽을 꾸던 보라를 위해 만들어준 것으로 예상된다. 그리고 보라가 가지고 있는'맥' 인형은 보라의 어머니가 만들어 주었다. 보라는 밝혀진 것이 많이 있지는 않다.